# Lysimachia silvestrii
Lysimachia silvestrii är en viveväxtart som först beskrevs av Renato Pampanini, och fick sitt nu gällande namn av Hand.-mazz. Lysimachia silvestrii ingår i släktet lysingar, och familjen viveväxter. Inga underarter finns listade i Catalogue of Life.